# Nagyölved
Nagyölved (szlovákul Veľké Ludince) község Szlovákiában, a Nyitrai kerület Lévai járásában.

## Fekvése
Lévától 30 km-re délre, a Garammenti-dombság keleti lábánál, az 588-as út mentén fekszik.

## Története
1282-ben "Vluend" alakban említik először, amikor Olivér magiszter birtoka. Későbbi névalakjai 1293-ban "Vlued", "Wlued", 1448-ban "Nagelued". A 13. század végétől az esztergomi érsekség birtoka. A 16. századtól már bizonyosan egyházi nemesek lakták. A 17. században a Bokor, a 19. században a Fabinyi és Koller családok birtoka. Innen származnak az Eölvedy-Gachalok. 1550-ben 15, 1593-ban 10, 1647-ben 8 adózó portája állt. 1699-ben 141-en lakták. 1715-ben 38 háztartása létezett. 1787-ben 186 házában 1284 lakos élt. 1828-ban 240 háza és 1453 lakosa volt, lakói mezőgazdasággal, szőlőtermesztéssel, fazekassággal foglalkoztak.
Vályi András szerint "Nagy, és Kis Ölved. Két magyar falu Hont Várm. földes Urok az Esztergomi Érsek, lakosai többen reformátusok, fekszenek Zalabához 1/2 órányira, Pasztohához 1 mértföldnyire, a’ Szikintze völgyön, melly víz a’ falu mellett foly el, határjok szoross, de meg lehetős termékenységűek, réttyeik elegendők, szőlejek jó borokat teremnek, Kis Ölvednek erdeje nints."
Fényes Elek szerint "Nagy-Ölved, magyar falu, Esztergom, most Komárom vmegyében, Kuraly, Bart, Farmad és Szölgyén közt, 263 házzal, 1600 lakossal, kik közt 1100 rom. kath., 500 reformatus, s mind a két felekezetnek helyben van anyatemploma. Határa fekete homok és agyag, s igen termékeny és első osztálybeli. A lakosok birnak 1790 h. szántóföldet, 25 1/4 h. rétet, 922 1/2 kapa szőlőt. Legelője szűk, fája is kevés. Van itt 2 nemesi curia is. Birja az esztergomi érsek. Ut. p. Köbölkut."
A trianoni békeszerződésig Esztergom vármegye Párkányi járásához tartozott.

## Népessége
| Év:            | 1994. | 2004.   | 2014.    | 2024.   |
| -------------- | ----- | ------- | -------- | ------- |
| Emberek száma: | 1729  | 1680    | 1503     | 1458    |
| Eltérés:       |       | -2,83 % | -10,53 % | -2,99 % |

| Év:            | 2023. | 2024.   |
| -------------- | ----- | ------- |
| Emberek száma: | 1470  | 1458    |
| Eltérés:       |       | -0,81 % |

1880-ban 1660 lakosából 1510 magyar és 91 szlovák anyanyelvű volt.
1890-ben 1726 lakosából 1544 magyar és 158 szlovák anyanyelvű volt.
1900-ban 1731 lakosából 1621 magyar és 78 szlovák anyanyelvű volt.
1910-ben 1801 lakosából 1795 magyar és 4 szlovák anyanyelvű volt.
1921-ben 1827 lakosából 1710 magyar és 86 csehszlovák volt.
1930-ban 2020 lakosából 1507 magyar és 432 csehszlovák volt.
1941-ben 2007 lakosából 2006 magyar volt.
1970-ben 2191 lakosából 1889 magyar és 285 szlovák volt.
1980-ban 2114 lakosából 1791 magyar és 308 szlovák volt.
1991-ben 1798 lakosából 1567 magyar és 218 szlovák volt.
2001-ben 1682 lakosából 1389 fő magyar és 263 szlovák volt.
2011-ben 1565 lakosából 1202 magyar és 319 szlovák volt.
2021-ben 1464 lakosából 1013 (+40) magyar, 30 cigány (+16), 358 (+43) szlovák, 11 egyéb és 52 ismeretlen nemzetiségű volt.

## Neves személyek
- Itt született 1915-ben Garai István tanár, költő.
- Itt hunyt el 1918-ban Kudora János római katolikus esperes-plébános.
- Itt hunyt el 1947-ben Pécsi Gusztáv germanikus, szerkesztő.
- Itt szolgált Kluch József nyitrai püspök, érsek, egyházi író.
- Itt szolgált káplánként Fábián János esztergomi tiszteletbeli kanonok.
- Innen származhat az Eölvedy család.

## Nevezetességei
- A Szent Őrangyalok tiszteletére szentelt római katolikus temploma 1735-ben épült, 1879-ben bővítették.
- Református temploma 1791-ben épült torony nélkül, klasszicista stílusban. Tornyát 1810-ben emelték. Református egyházközségét 225 személy alkotja (2012-ben).

## Külső hivatkozások
- Hivatalos honlap
- Községinfó
- Nagyölved Szlovákia térképén
- A község a régió honlapján
- E-obce.sk Archiválva 2011. november 14-i dátummal a Wayback Machine-ben